# Dècada del 870 aC
La dècada del 870 aC comprèn el període que va des de l'1 de gener del 879 aC fins al 31 de desembre del 870 aC.

## Esdeveniments
- Grans inundacions al Nil
- S'acaba Nimrud i se celebra amb una gran festa, esdevé una de les ciutats mesopotàmiques més importants